# Citoros
Citoros (en grec antic Κύτωρος) era una ciutat grega de Paflagònia de la que parla Homer al "Catàleg dels troians" a la Ilíada, i la situa entre els territoris governats pel rei Pilemenes que va anar a ajudar a Príam a la guerra de Troia.
La tradició deia que Citoros, un fill de Frixos havia fundat la ciutat, explica Estrabó. Ell i Claudi Ptolemeu anomenen la ciutat Cytorum, i la situen vora el riu Partenion. Estrabó diu que era el port comercial de Sinope, i que es va ajuntar en un sinecisme amb les ciutats de Sesamos, Cromna i Teion per formar la nova ciutat d'Amastris, fundada l'any 300 aC, encara que Teion se'n va separar poc després. Virgili i Apol·loni de Rodes parlen dels boscos immensos que tenien les seves muntanyes, on abundaven els boixos de molt bona qualitat.